# Шлеф (покрајина)
Шлеф (арап. ولاية الشلف, берб. Tamnaḍt n Clef), једна је од 48 покрајина у Народној Демократској Републици Алжир. Покрајина се налази у западном делу земље у планинском појасу венца Атласа.
Покрајина Шлеф покрива укупну површину од 4.975 km² и има 1.013.718 становника (подаци из 2008. године). Највећи град и административни центар покрајине је град Шлеф.